# Società Anonima Editrice Vecchi
Società Anonima Editrice Vecchi è stata una casa editrice italiana con sede a Milano fondata da Lotario Vecchi nel 1923. Conosciuta come SAEV, ha pubblicato importanti riviste settimanali come Jumbo e L'Audace, che hanno lanciato il fumetto in Italia.
Nella sede milanese lavorava come direttore de L'Audace Gian Luigi Bonelli, al quale nel 1940 Vecchi cedette la testata.